# Paródia

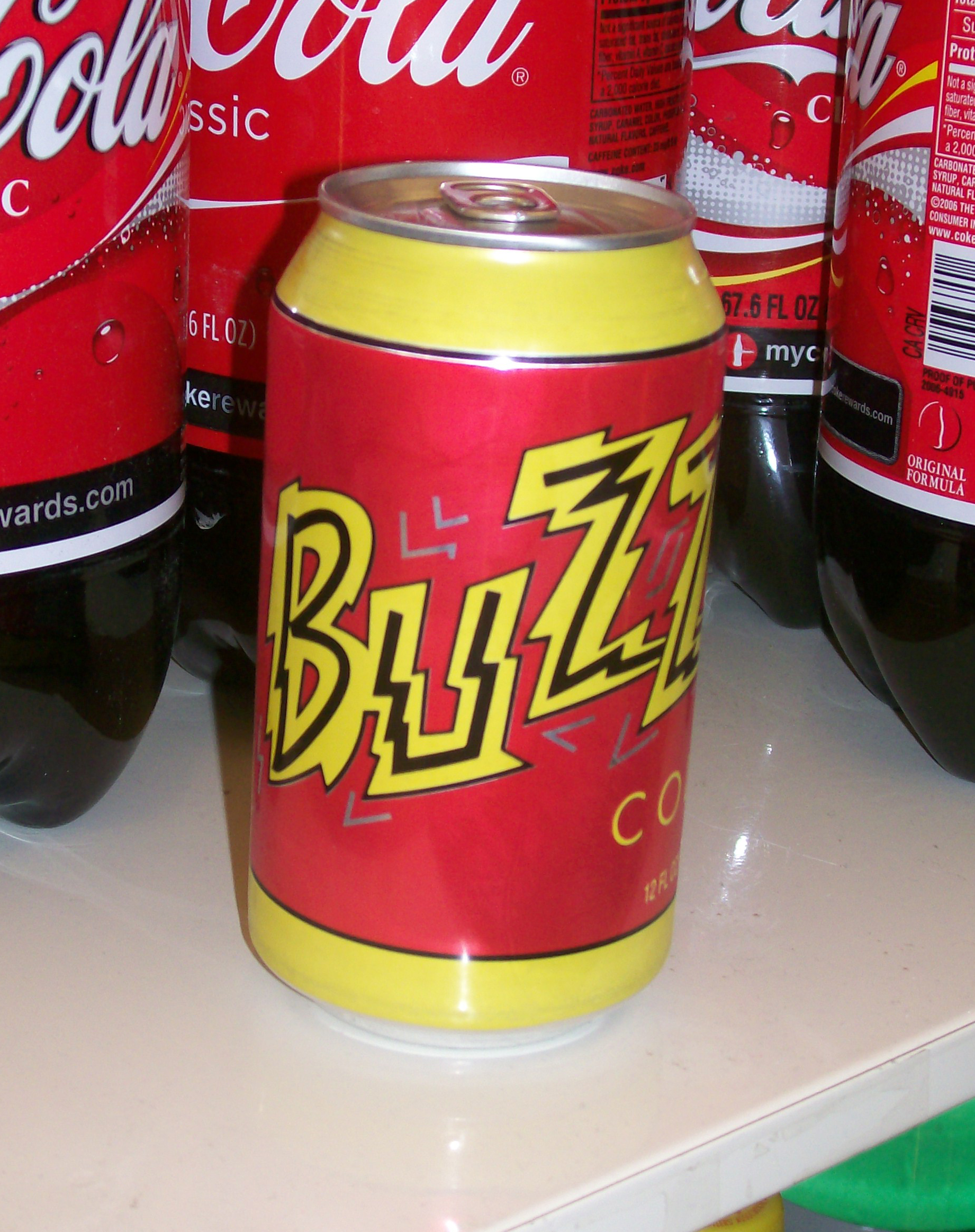
Uma lata de Buzz Cola. Uma paródia "simpsoniana" baseada nos refrigerantes Coca-Cola e Pepsi.

A paródia é uma releitura cômica de alguma composição literária ou musical, que frequentemente utiliza ironia e deboche. Ela geralmente é parecida com a obra original, e quase sempre tem sentidos diferentes.
A paródia surge a partir de uma nova interpretação, da recriação de uma obra já existente e, em geral, consagrada. O seu objetivo é adaptar a obra original a um novo contexto, passando diferentes versões para um lado mais despojado, e aproveitando o sucesso da obra original para passar um pouco de alegria. A paródia pode ter intertextualidade.
Aparece como importante elemento no modernismo brasileiro e na poesia marginal da chamada "Geração mimeógrafo". Em "Paródia, Paráfrase & Cia", lembra-se que o termo paródia foi institucionalizado a partir dos séculos XVI e XVII, também  traz os significados de Parodia segundo o dicionário de literatura  que  discrimina três tipos básicos, sendo eles:
- Verbal:  Altera  uma palavra ou outra do texto original;
- Formal: O estilo e os efeitos técnicos de um escritor são usados como forma de zombaria;
- Temática: em que se faz a caricatura da forma e do espírito de um autor.

A paródia é definida através de um jogo de intertextualidade e intratextualidade (quando o autor retoma sua obra e reescreve).

## Poema
"Minha terra tem palmeiras,

Onde canta o sabiá;

As aves, que aqui gorjeiam,

Não gorjeiam como lá.

Nosso céu tem mais estrelas,

Nossos campos têm mais flores." 
(Canção do exílio - Gonçalves Dias, poeta romântico brasileiro)
A paródia de Oswald de Andrade:
"Minha terra tem palmares onde gorjeia o mar

Os passarinhos daqui

Não cantam como os de lá"
Reparem que "palmares", na verdade trata-se do Quilombo dos Palmares, ou seja, a expressão do nacionalismo crítico do movimento modernista brasileiro da vertente Pau-Brasil.

## Música
A paródia, em música, seguiu sendo um estilo que tomou conta do novo método do século XVI, com uso do cantus firmus que entrava em seu desuso sério da polifonia dos séculos XIV e XV. A partir de então, o cantus firmus se utilizou em raras ocasiões. A paródia seguiu sendo proeminente em certos estilos de música instrumental, primeiramente na música para teclados. Conforme a música evoluiu pelo início do Barroco, a paródia entrou na história da ópera, e conta com inúmeros exemplos. Ironicamente iniciam-se com interlúdios cómicos nas óperas dramáticas, chamados de intermezzos. Exemplos destes intermezzos se encontram em óperas de Jean-Baptiste Lully (1632-1687), um compositor acostumado a escrever balés para a corte real. Mas os intermezzos cómicos eram pequenos trechos para serem interpretados entre atos da opera séria, um intervalo sarcástico e humorístico durante um espetáculo dramático. Lully era amigo de Molière e juntos criaram um novo estilo, o comédie-ballet, qual combinava teatro, comédia e balé. Um dos pioneiros da ópera francesa,
e depois partiu solo com seu novo estilo, conhecido particularmente pelo nome de ópera buffae tem geralmente rimas.

## Campanhas eleitorais
Em campanhas políticas é comum verificar também o uso de paródia. Um exemplo deste é o caso do Tiririca e Roberto Carlos. 
Na campanha de reeleição o Tiririca utilizou a imagem e canções do cantor brasileiro. O caso resultou em um processo judicial ajuizado por Roberto Carlos no qual alega que a paródia feria seus direitos personalíssimos, por atrelar a imagem do cantor ao do candidato, além de poder ter impactos de imagem negativos. 
O Tribunal de Justiça de São Paulo rejeitou o recurso do cantor Roberto Carlos com o argumento de que não ficou comprovado que a paródia tenha viés lesivo à sua reputação. (Processo: 1094614-05.2022.8.26.0100) 
Apesar da decisão acima, verifica-se que em 2024, o Tribunal Superior Eleitoral mudou as regras e trouxe novidades quanto ao processo eleitoral. Um dos pontos mais relevantes é a proibição de paródias sem permissão, ou seja, os candidatos deverão solicitar autorização prévia. A alteração foi realizada no art. 23-A e seguintes: 
“Art. 23-A. A autora ou o autor de obra artística ou audiovisual utilizada sem autorização para a produção de jingle, ainda que sob forma de paródia, ou de outra peça de propaganda eleitoral poderá requerer a cessação da conduta, por petição dirigida às juízas e aos juízes mencionados no art. 8º desta Resolução.”

## Cinema e TV
Existem muitas paródias no cinema e na TV, como o actual filme Vampires Suck (br: Os Vampiros que se Mordam/pt: Ponha Aqui o seu Dentinho), que é uma paródia dos filmes da Saga Twilight.
Um exemplo de paródia no cinema que demonstra audácia do produtor Woody Allen é o seu filme Zelig. Pela apropriação de personagens históricos em diversas cenas, utilizando-se de truques cinematográficos, o personagem Zelig passa a contracenar com o Papa, com Hitler e outros personagens não menos famosos, assim pela corrosão nessas cenas, introduziu-se a paródia.

### Século XVI
- Tomás Luis de Vitoria (1548-1611);
- Giovanni Pierluigi da Palestrina (1525/1526-1594);
- Orlande de Lassus (1530/1532-1594).

### Século XVIII
- J.S. Bach (1685-1750);
- Joseph Haydn (1732-1809).

### Século XIX
- Gilbert (1836–1911) e Sullivan (1842–1900).

### Século XX
- Bob Dylan (1941-);
- Jimi Hendrix (1942-1970);
- "Weird Al" Yankovic (1959]-).

## Paródia, segundo a lei brasileira
A Lei de Direitos Autorais (Lei nº 9.610, de 19 de fevereiro de 1998), em seu artigo 28 e 29 prevê que cabe ao autor o direito exclusivo de utilizar, fruir e dispor da obra literária, artística ou científica, bem como, fica condicionado para utilização da cobra a autorização prévia e expressa do autor.  

Desta maneira, a paródia se apresenta como uma exceção a necessidade de autorização e proibição para uso, conforme prevê o seguinte artigo: 
| “ | São livres as paráfrases e paródias que não forem verdadeiras reproduções da obra originária nem lhe implicarem descrédito. Lei 9.610/98 Art. 47 | ” |

Entretanto, apesar da legislação não especificar as características necessárias para que uma reprodução seja considerada uma paródia, nota-se que o uso da obra não é totalmente soberano, visto que a paródia não pode ser reprodução da obra original e nem acarretar em abono (seja reputacional, moral ou de qualquer outra esfera). 

## Jurisprudência brasileira
Em relação aos possíveis critérios para que seja caracterizado uma paródia, tem-se que segundo compreensão do Superior Tribunal de Justiça:  
“A paródia é forma de expressão do pensamento, é imitação cômica de composição literária, filme, música, obra qualquer, dotada de comicidade, que se utiliza do deboche e da ironia para entreter. É interpretação nova, adaptação de obra já existente a um novo contexto, com versão diferente, debochada, satírica” (REsp 1.548.849/SP, Quarta Turma, DJe 4/9/2017). Nesse mesmo sentido, o REsp 1.810.440/SP (Terceira Turma, DJe 21/11/2019) (RECURSO ESPECIAL Nº 1.967.264 - SP (2021/0229247-3)
Desta maneira verifica-se que o elemento da comicidade e da novidade são cruciais para a caracterização da paródia e distinção da obra original. Ressalta-se que essas características não esgotam o tema, sendo necessário uma análise completa sobre o caso para a correta utilização da obra.
Ainda, o Superior Tribunal de Justiça também apresenta o entendimento de que o uso de paródia em campanha para fins comerciais não viola os direitos autorais da obra original. O caso foi resultado de um processo envolvendo a Universal Music do Brasil e a música “Garota de Ipanema”. 
A música foi utilizada por uma empresa de hortifrutigranjeiros no qual alterou o renomado e conhecido verso “olha que coisa mais linda, mais cheia de graça” para “olha que couve mais linda, mais cheia de graça”.

O STJ apresentou entendimento de que a campanha não deprecia a obra original e também não é cópia idêntica, ficando evidente o conteúdo humorístico da obra. (RECURSO ESPECIAL Nº 1.597.678 - RJ (2014/0321935-1)